# 시드니 홀의 실종
《시드니 홀의 실종》(영어: The Vanishing of Sidney Hall)은 2017년 제작된 미국의 드라마 영화이다. 숀 크리스틴슨이 감독과 공동 각본을 맡았다. 2017 선댄스 영화제에서 전세계 최초 상영되었다. 변경 전 영화명은 시드니 홀(Sidney Hall)이었다.

## 출연

### 주연
- 엘르 패닝
- 미셸 모나한
- 로건 러먼
- 마거릿 퀄리

### 조연
- 카일 챈들러
- 블레이크 제너
- 저니나 거반카
- 팀 블레이크 넬슨
- 네이선 레인
- 알렉스 카포브스키
- 마이클 드레이어
- 크리스티나 브루카토

## 기타
- 총괄프로듀서: 숀 크리스틴슨